# Királyok völgye 24

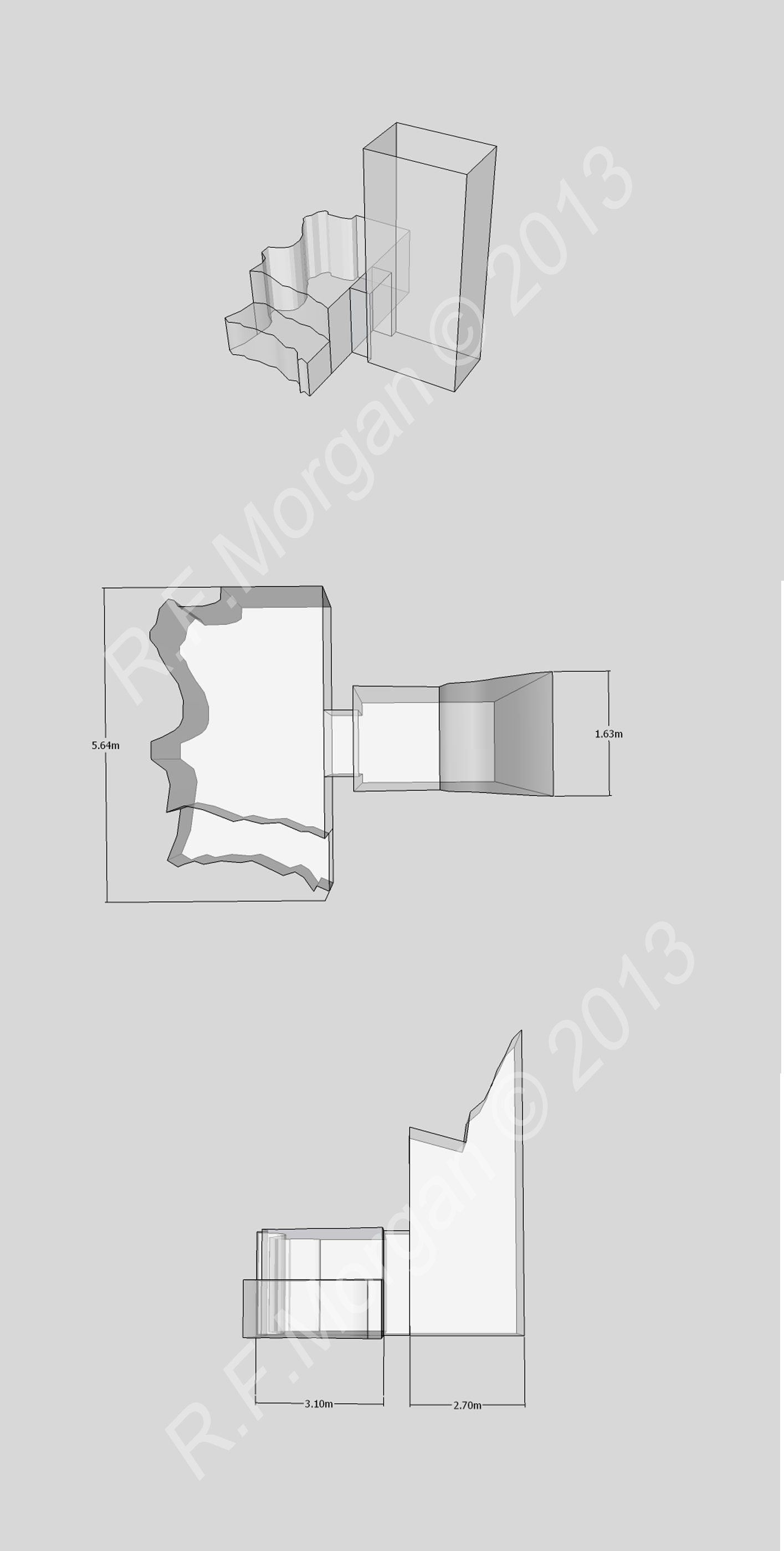
A sír izometrikus képe, alaprajza és oldalnézeti metszete egy 3D-modell alapján

A Királyok völgye 24 (KV24) vagy nyugati völgy 24 (WV24) egy egyiptomi sír a Királyok völgye nyugati völgyének végében, nem messze a KV25-től. Befejezetlen; nem királysírnak épült. Lehetséges, hogy a WV25 (talán Ehnaton első, thébai sírja) függelékeként, raktáraként épült, ahogy a III. Amenhotep sírjához, a WV22-höz épült WVA, ami nagyjából ugyanekkora és valószínűleg ugyanebben az időben készült.
A sírt feltérképezte John Gardner Wilkinson (1825-1828), Robert Hay (1825-1835), Jaroslav Cerný (1971), A. A. Sadek (1971); járt benne Howard Carter is, feltárására azonban csak 1991-92-ben került sor, Otto Schaden vezetésével.
A sír 6,42 m hosszú, területe 23,36 m². Egy négyszögletes aknából és egy durva kialakítású kamrából áll. Egyik falába polcot vájtak. Elhelyezkedése és a benne talált tárgyak alapján a XVIII. dinasztia idején készült, de többször is újrahasznosíthatták, mert harmadik átmeneti kori, késő görög-római kori, valamint a kopt és a bizánci időszakból származó leletek is előkerültek belőle. A XXII. dinasztia idejéből legalább öt személy maradványait megtalálták a sírban, köztük egy gyermekét. A sírból többek közt gyermek méretű fakoporsó darabjai, kartonázsdarabok, múmiapólyák, római amforák és valószínűleg kopt kori edények cserepei kerültek elő, valamint XVIII. dinasztia korabeli üveg díszítőelemek, melyek talán Ay közeli sírjából, a WV23-ból kerültek ide. Feltárása előtt törmelékkel volt tele, közte a sír kivájásakor keletkezett, illetve a víz által behordott kőtörmelékkel, melyben az évezredek során itt járt látogatók által eldobált tárgyak kerültek elő. A sírban darazsak fészkeltek.

## Külső hivatkozások
- Theban Mapping Project: KV24